# Charles Quette
Charles Alfred Quette (1895-1918) est un As de l'aviation français de la Grande Guerre.

## Biographie
Né le 19 mai 1895 à Paris, il est incorporé au 2e régiment d'infanterie avant de devenir mécanicien d'aviation à la SPA 38 en juillet 1915 puis mitrailleur aérien à l'escadrille C 64 en août suivant.
Passé élève pilote en janvier 1917, il rejoint la SPA 62 en juin.
L'adjudant Quette est le premier aviateur à avoir repéré la position de tir des Pariser Kanonen en percevant la flamme de départ d'un obus lors d'une mission de reconnaissance fin mars 1918.
Deux fois blessé et sept fois cité, il enregistre dix victoires homologuées (et une onzième probable).
Abattu au cours d'une mission aérienne, le sous-lieutenant Quette est porté disparu le 5 juin 1918 près de Vierzy (Aisne).